# Janis Ward
Janis Ward es una actriz estadounidense.

## Carrera
Janis Ward comenzó su carrera como actriz en 1983 en la película The House on Sorority Row, también actuó en series de televisión como Remington Steele, Magnum, P.I., The Munsters Today, entre otras.

## Filmografía

### Películas
- The House on Sorority Row (1983) .... Liz

### Series de televisión
- Unfabulous .... Mildred Topper (1 episodio: "The Last Day of 7th Grade", 2005)
- The Munsters Today .... Betty (1 episodio: "The Bet", 1991)
- What a Dummy (1 episodio: "The Contractor from Hell", 1990)
- Matlock .... Portavoz del jurado (1 episodio: "The Madam", 1990)
- The Oldest Rookie (1 episodio: "Expert Witness", 1987)
- Magnum, P.I. .... Rita Parker (1 episodio: "Innocence... A Broad", 1987)
- T.J. Hooker .... Gail (1 episodio: "The Assassin", 1985)
- Remington Steele (1 episodio: "Forged Steele", 1985)
- Steambath (1983) .... Meredith